# Brunssum
Brunssum – gmina w Holandii, w prowincji Limburgia.

## Współpraca
- Alsdorf, Niemcy